# Arena „Antonio Alexe” din Oradea
Arena „Antonio Alexe” este o sală multifuncțională din municipiul Oradea, situată pe calea Alexandru Cazaban. Este folosită ca bază locală pentru echipele masculine și feminine de baschet, volei și handbal din oraș. Capacitatea sălii este de 2.500 de locuri. Sala a fost gazda grupei B a Campionatul European de baschet feminin din anul 2015.
Sala a fost denumită în cinstea lui Antonio Alexe, un fost jucător de baschet al echipei CSM Oradea, care a jucat aici timp de șase ani, după care a jucat în Ungaria și la CSU Asesoft Ploiești. Antonio Alexe a murit în anul 2005 într-un accident de mașină. Trupul său a fost înmormântat în Oradea, orașul unde se stabilise de 15 ani.